# Armando Buendía
Ricardo Armando Buendía Gutiérrez (Palpa Ica, 19 de junio de 1924 - 7 de abril de 2019) fue un abogado y jurista peruano.

## Biografía
Estudió Derecho en la Universidad Nacional Mayor de San Marcos, en la que recibió el título profesional de abogado.
Se casó con Esmeralda Navea, con quien tuvo hijos. Luego de enviudar, se comprometió con Magdalena Prado Sosa, nieta del expresidente Mariano Ignacio Prado.
Fue Vocal y Fiscal de la Corte Superior de Lima.
Fue Decano del Colegio de Abogados de Ica
Se desempeñó como docente en la Universidad Nacional San Luis Gonzaga.
Fundó el Banco Regional del Sur y Callao.
De 1968 a 1969 fue director del Banco Central de Reserva del Perú.
Fue vicepresidente del Directorio del Banco Popular y director del Banco de la Nación.
Fue miembro del directorio de Petroperú en representación del Ministerio de Economía y Finanzas. (1984-1985)
Falleció en abril de 2019.

### Diputado constituyente
En 1978 fue elegido como diputado de la Asamblea Constituyente por el Partido Popular Cristiano. Como tal, integró la Comisión de Agricultura y la Comisión de Familia.

### Ministro de Justicia
En agosto de 1982 fue designado como Ministro de Justicia por el presidente Fernando Belaúnde Terry.
Durante su gestión, se discutió la pena de muerte para los delitos de terrorismo. De la misma manera, instaló la comisión revisora para la reforma del Código Civil, la cual fue presidida por Javier Alva Orlandini.
Ejerció el cargo hasta agosto de 1983.